# Естелья
Естелья (ісп. Estella) — муніципалітет в Іспанії, у складі автономної спільноти Наварра. Населення — 14 238 осіб (2009).

## Назва
- Лізарра (баск. Lizarra) — найдавніша назва міста. Походить від баск. lizar, «ясен», і ara, «місце, -ськ»[1]. Вперше згадується у документах Ірачського монастиря під 958 роком. Згодом фігурує у різних варіантах: Leizarrara, Lizarrara, Liçarrara, Lizarara, Liçarra, Lizarra[1].

- Естелья, або Естеля (ісп. Estella) — іспанська назва міста. Походить від спотвореного франкського перекладу: Lizarra → баск. izarra, «зірка» → лат. stella / давньофр. estelle, «зірка»[2]. Вперше зустрічається в документі з 1072 року, де зазначено, що Лопе Арнальт (Lope Arnalt) призначений «мерином в Стеллі» (Stella)[1]. Ця назва стала більш відомою у Європі завдяки тому, що арагонський король Санчо I зробив місто одним із пунктів шляху святого Якова. «Зіркова» назва міста закарбована у міському гербі.

- Естеля-Лізарра (ісп. Estella-Lizarra) — офіційна назва міста з 2010 року.

## Географія
Муніципалітет розташований на відстані близько 290 км на північний схід від Мадрида, 34 км на південний захід від Памплони.

## Історія
У 1250 — 1530 роках місто було центром Естельської меринії (повіту) Наваррського королівства.
У середньовіччі в Естелі існувала велика юдейська громада, через що кастильці називали по-простому усіх естельців «юдеями» (ісп. judíos).

## Символи

### Герб
У червоному щиті золота восьмикутна зірка. Облямівка червоного кольору, всередині якої золоті наваррські ланцюги. Щит увінчує золота королівська корона. Чинний герб Естелі затведжений 1999 року. 
Перший відомий відбиток печатки Естельського магістрату датується 1246 роком, хоча матриця може бути більш ранньою. Перший відбиток печатки із зіркою на щиті датується серпнем 1386 року. Герб Естелі із зіркою належить до промовистих гербів.
До XX ст. використовувалися щити іншого кольору, без облямівки і наваррських ланцюгів.

### Прапор
Біле полотнище, пропорцією 2 до 3, із гербом Естелі по центру.

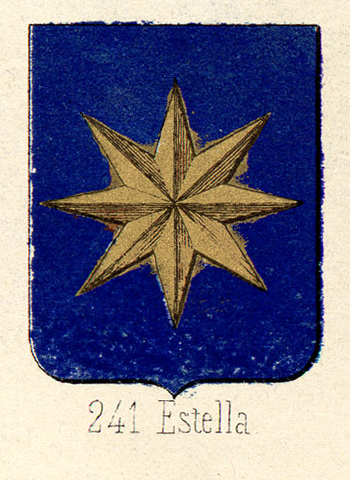
1860
1999
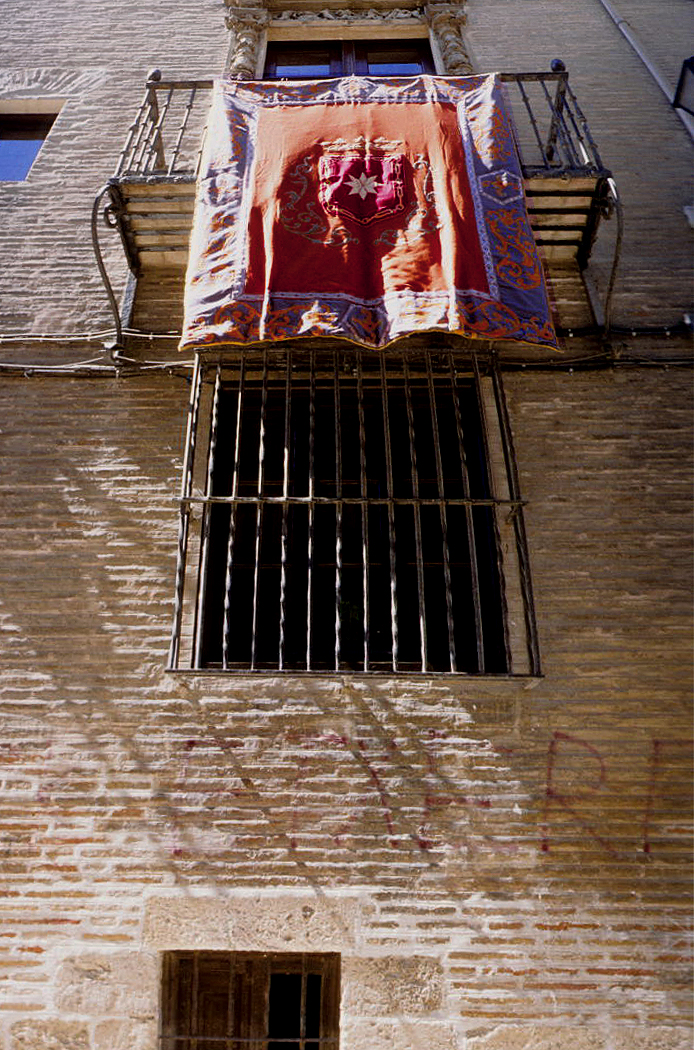
Стяг з гербом

## Демографія
Динаміка населення (INE ):

## Уродженці
- Хуан Арса — іспанський футболіст.

## Галерея зображень

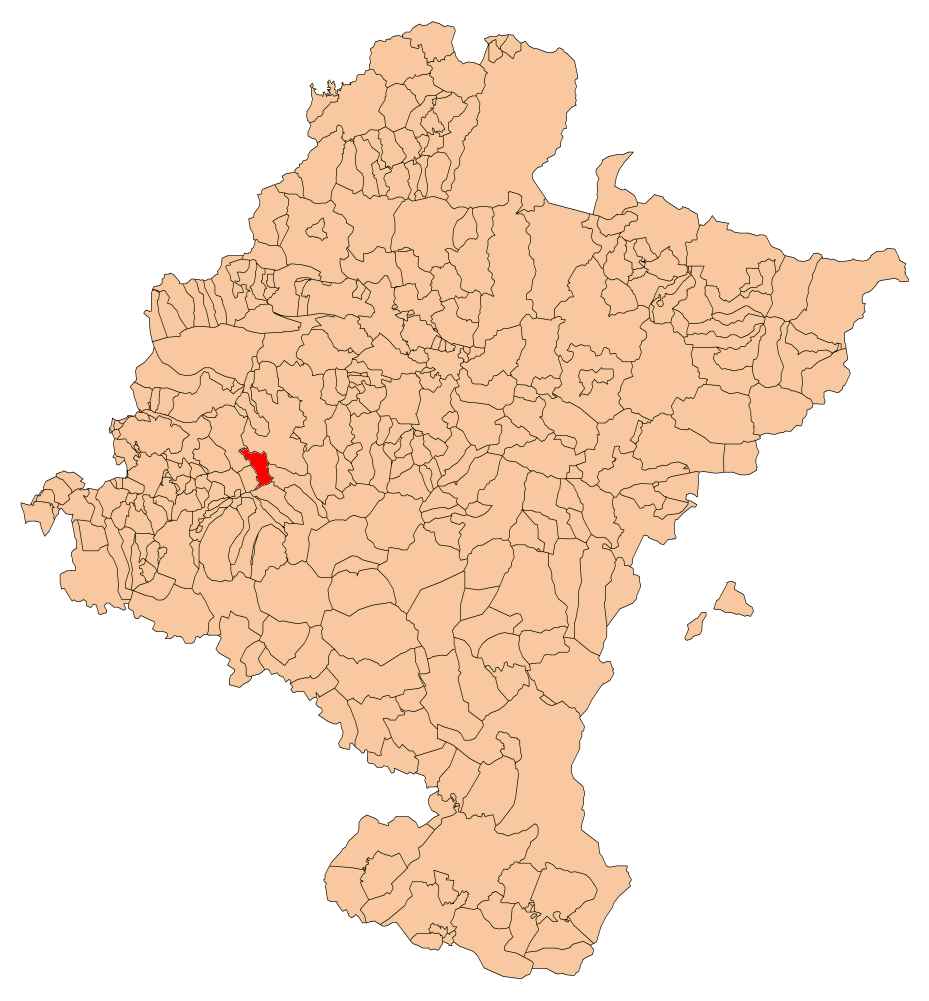
Розташування муніципалітету
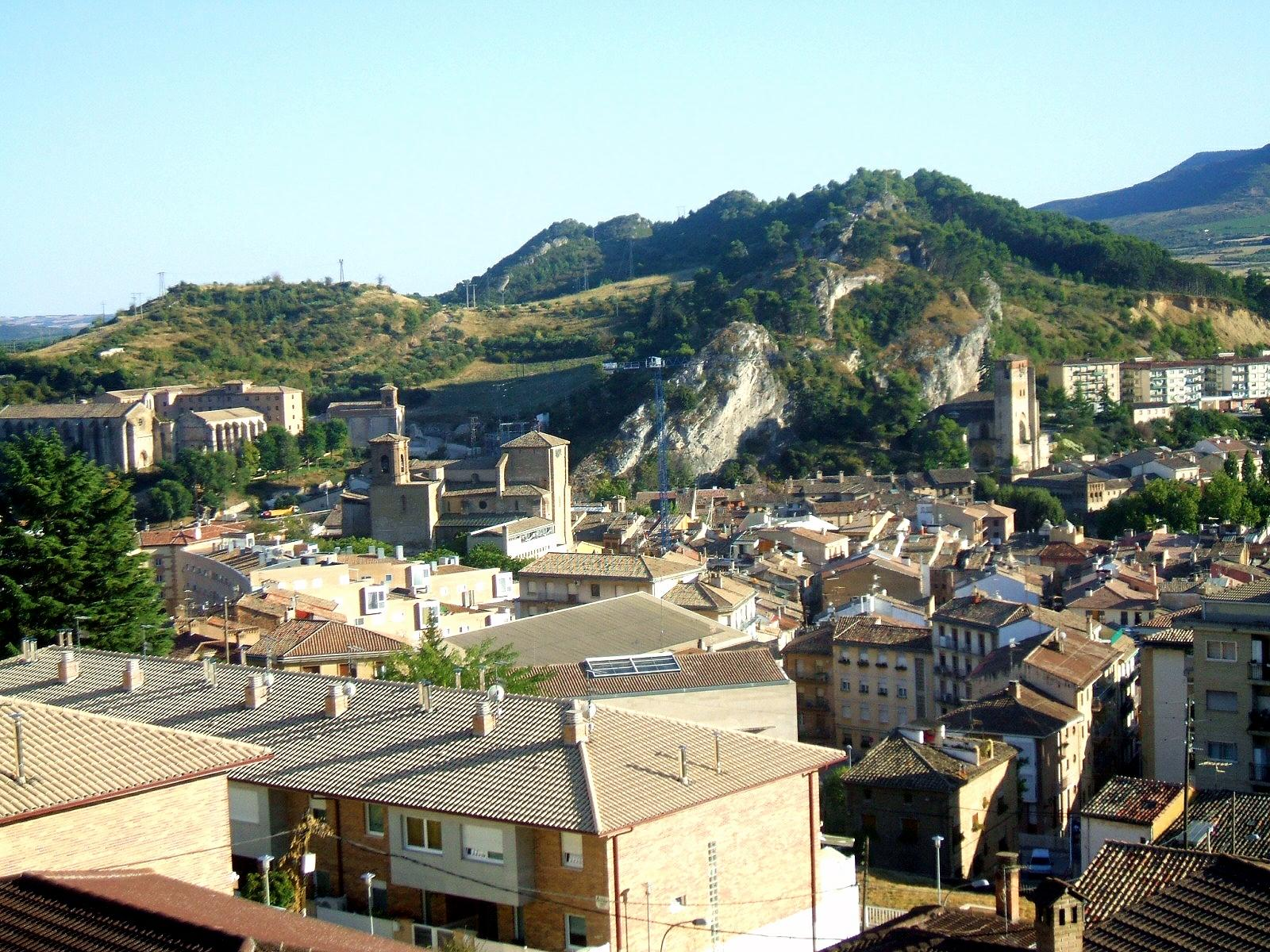
Естелья
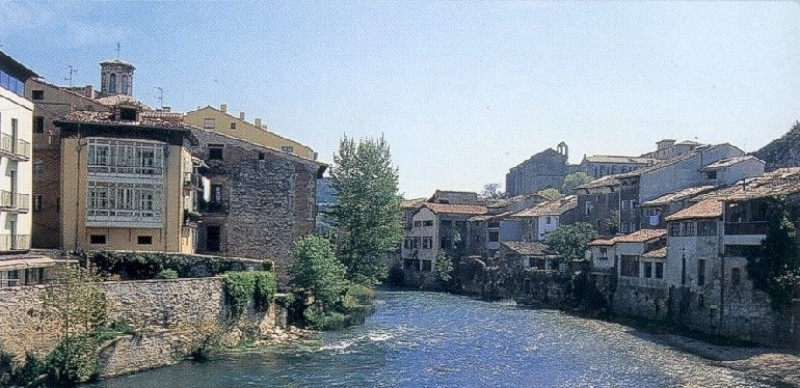
Річка Ега, Естелья
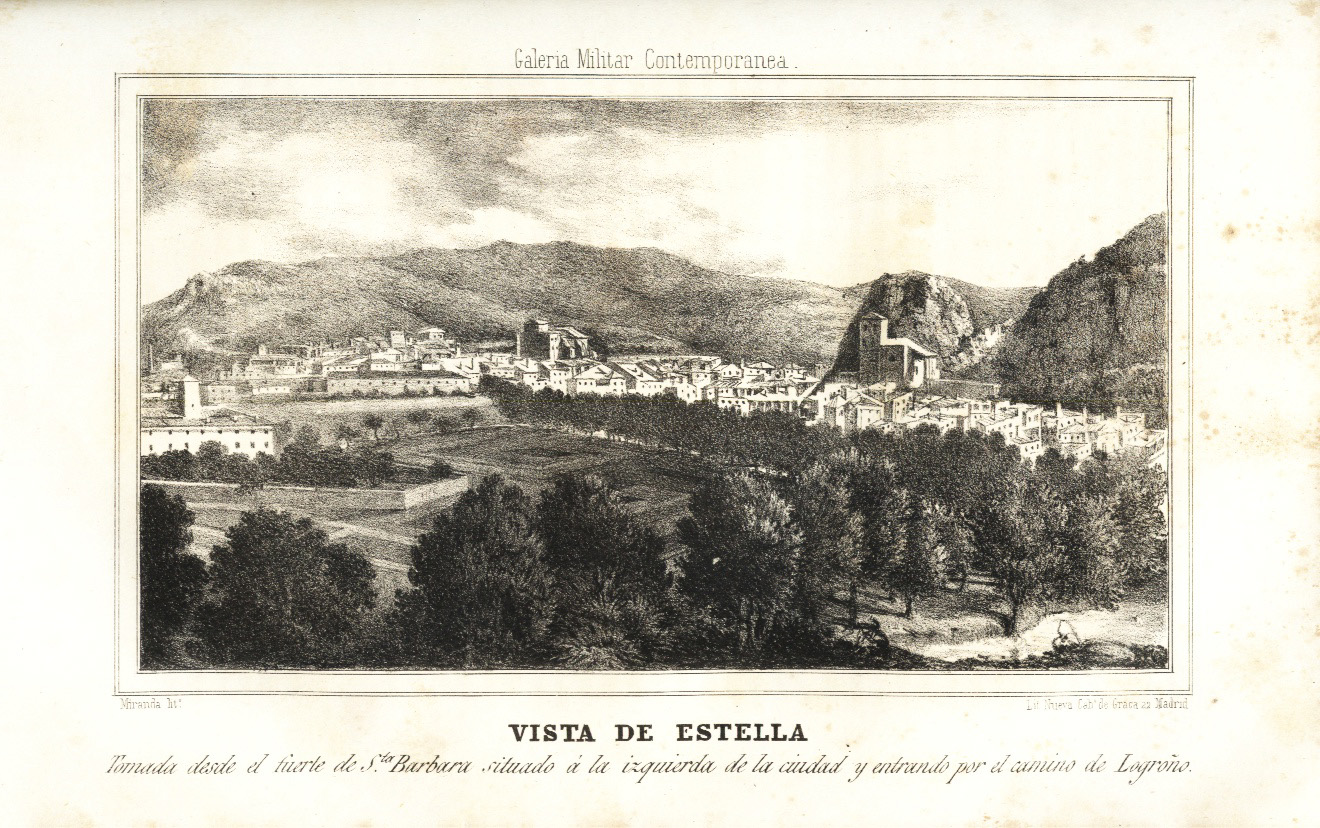
Естелья у 1846 році
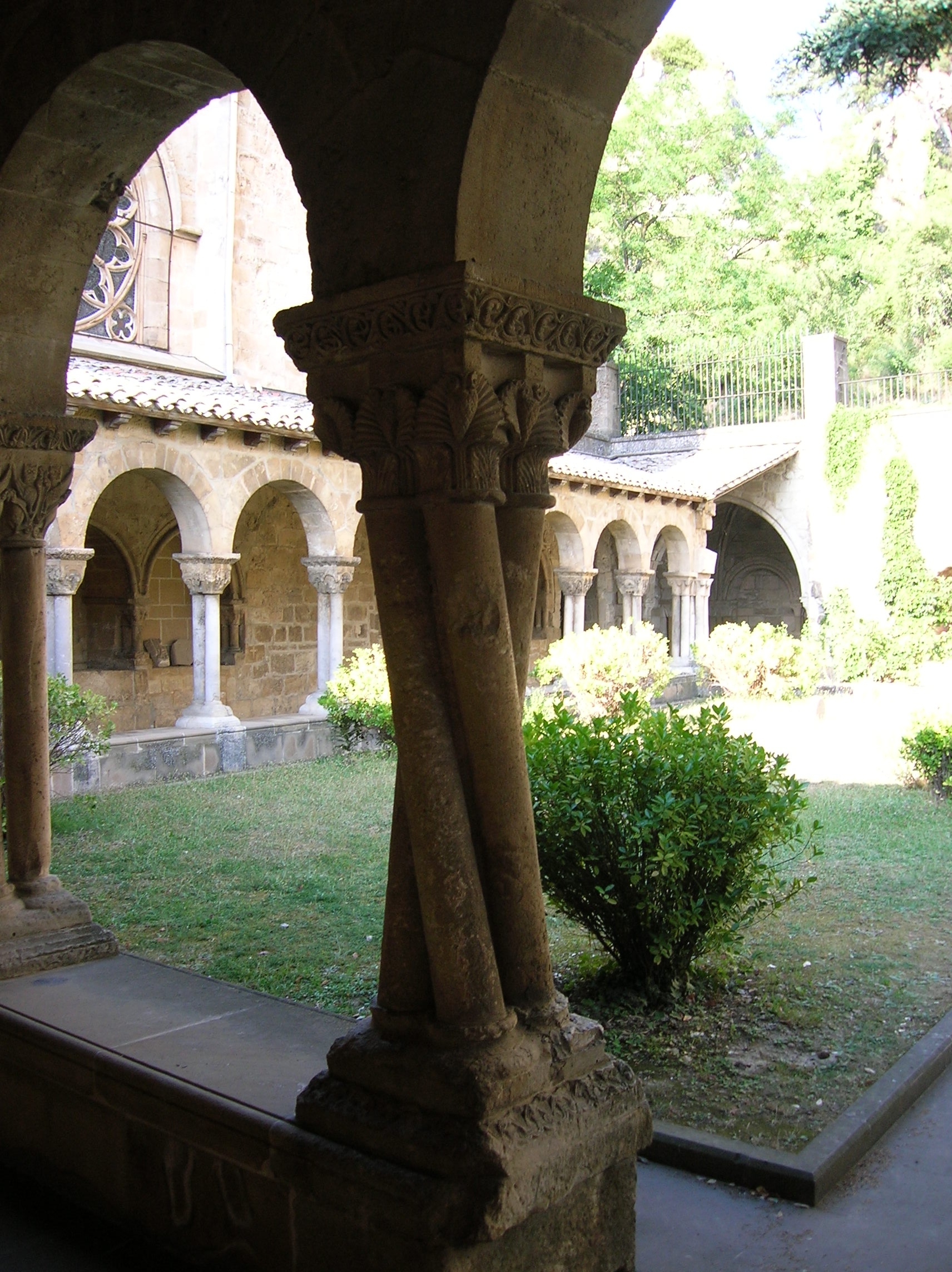
Церква Сан-Педро-де-ла-Руа
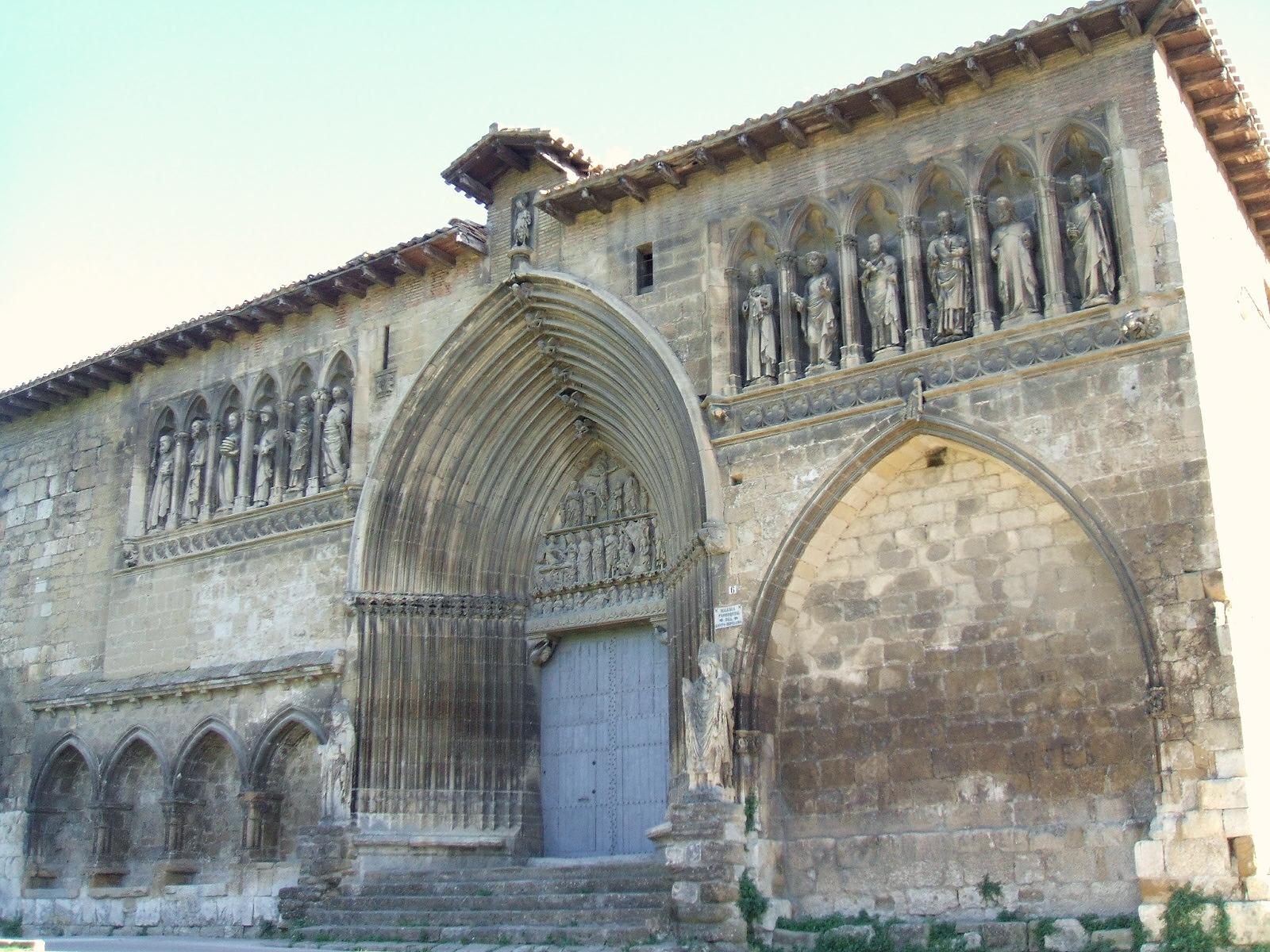
Церква Санто-Сепулькро